# Torrijas
Torrijas là một đô thị trong tỉnh Teruel, Aragon, Tây Ban Nha. Theo điều tra dân số 2004 (INE), đô thị này có dân số là 87 người.
This village stands very close to the ski resort in the Javalambre mountains. The local fiesta mayor takes place on the weekend nearest to August the 10th. A second fiesta is held on the 3rd weekend of September, featuring bullfights, fire bulls, evening dances, activities for children and popular meals.